# قائمة بطولات الترجي الرياضي التونسي
هذه قائمة بطولات الترجي الرياضي التونسي وهو النادي التونسي الأكثر نجاحا وطنيا ودوليا في جميع المسابقات برصيد تسعة وعشرين لقب من الرابطة التونسية المحترفة الأولى (رقم قياسي) آخرها موسم 2018–19، خمسة عشر لقبا من كأس تونس (رقم قياسي) آخرها موسم 2015–16، أربعة ألقاب من كأس السوبر التونسي (رقم قياسي) آخرها نسخة 2019، كأس الهادي شاكر سنة 1968 ودورة حمدة العواني سنة 1978. على المستوى الأفريقي فاز الترجي بلقب دوري أبطال أفريقيا أربع مرات سنوات 1994، 2011، 2018، 2018–19، كأس الاتحاد الأفريقي للأندية سنة 1997، كأس السوبر الأفريقي في نسخة 1995 وكأس أفريقيا للأندية أبطال الكؤوس في نسخة 1998. على المستوى العربي فإن الترجي أكثر الأندية العربية فوزا بلقب كأس العرب للأندية الأبطال ثلاث مرات (رقم قياسي) في نسخ 1993، 2008–09، 2016–17 وكأس السوبر العربي سنة 1996، عالميا تحصل الترجي على لقب الكأس الأفروآسيوية للأندية سنة 1995. وشارك ثلاث مرات في كأس العالم للأندية سنوات 2011، 2018، 2019،

## قائمة البطولات

### البطولات المحلية
| البطولة                          | عدد الألقاب | مواسم الفوز |
| -------------------------------- | ----------- | --- |
| الرابطة التونسية المحترفة الأولى | 29          | - 1941–42 - 1958–59 - 1959–60 - 1969–70 - 1974–75 - 1975–76 - 1981–82 - 1984–85 - 1987–88 - 1988–89 - 1990–91 - 1992–93 - 1993–94 - 1997–98 - 1998–99 - 1999–00 - 2000–01 - 2001–02 - 2002–03 - 2003–04 - 2005–06 - 2008–09 - 2009–10 - 2010–11 - 2011–12 - 2013–14 - 2016–17 - 2017–18 - 2018–19 |
| كأس تونس                         | 15          | - 1938–39 - 1956–57 - 1963–64 - 1978–79 - 1979–80 - 1985–86 - 1988–89 - 1990–91 - 1996–97 - 1998–99 - 2005–06 - 2006–07 - 2007–08 - 2010–11 - 2015–16 |
| كأس السوبر التونسي               | 4           | - 1960 - 1994 - 2001 - 2019 |
| دورة حمدة العواني                | 1           | - 1978 |
| كأس الهادي شاكر                  | 1           | - 1968 |

- رقم القياسي

### البطولات الأفريقية
| البطولة                          | عدد الألقاب | مواسم الفوز                    |
| -------------------------------- | ----------- | ------------------------------ |
| دوري أبطال أفريقيا               | 4           | - 1994 - 2011 - 2018 - 2018–19 |
| كأس الاتحاد الأفريقي للأندية     | 1           | - 1997                         |
| كأس السوبر الأفريقي              | 1           | - 1995                         |
| كأس أفريقيا للأندية أبطال الكؤوس | 1           | - 1998                         |

### البطولات الإقليمية
| البطولة                                  | عدد الألقاب | مواسم الفوز                |
| ---------------------------------------- | ----------- | -------------------------- |
| كأس العرب للأندية الأبطال                | 3           | - 1993 - 2008–09 - 2016–17 |
| كأس السوبر العربي                        | 1           | - 1996                     |
| كأس شمال أفريقيا للأندية الفائزة بالكؤوس | 1&          | - 2008                     |

- رقم القياسي
- & رقم قياسي مشترك

### البطولات العابرة للقارات
| البطولة                    | عدد الألقاب | مواسم الفوز |
| -------------------------- | ----------- | ----------- |
| الكأس الأفروآسيوية للأندية | 1           | - 1995      |